# Bodakungen
Bodakungen är en svensk drama-stumfilm från 1920. Filmen är regisserad av Gustaf Molander, som även skrivit manus.

## Om filmen
Filmen premiärvisades 1 november 1920. Den spelades in i Järvsö i Hälsingland och i Färgaregården på Södermalm i Stockholm av Adrian Bjurman. Filmen var Gustaf Molanders debut som filmregissör.

## Roller (i urval)
- Egil Eide – Sören Torbjörnsson, "Bodakungen"
- Winifred Westover – Eli, Bodakungens dotter
- August Palme – Mårten i Ödemo
- Wanda Rothgardt – Gunnel, Mårtens dotter
- Uno Henning – Hans, Mårtens hemvändande son
- Hilda Castegren – Sätermoran hos Bodakungen
- Frans Enwall – Gammeldrängen på Rävgården
- Axel Högel – Fogden Simon i Boda
- Harald Molander – Fogdens vallpojke
- Torsten Winge – Dräng
- William Larsson – Bonde på marknaden
- Georg Grönroos – Bonde på marknaden
- Tyra Leijman-Uppström – Kvinna på marknaden
- Ragnar Falck – En pojke
- Edla Rothgardt – Kvinna på marknaden
- Därutöver medverkade åldringar från Rosenlunds ålderdomshem i Stockholm samt, i marknadsavsnittet, cirkusartister från bland annat Cirkus Adolfi och Cirkus Sarrasani.